# الحضرة (طريقة صيد)

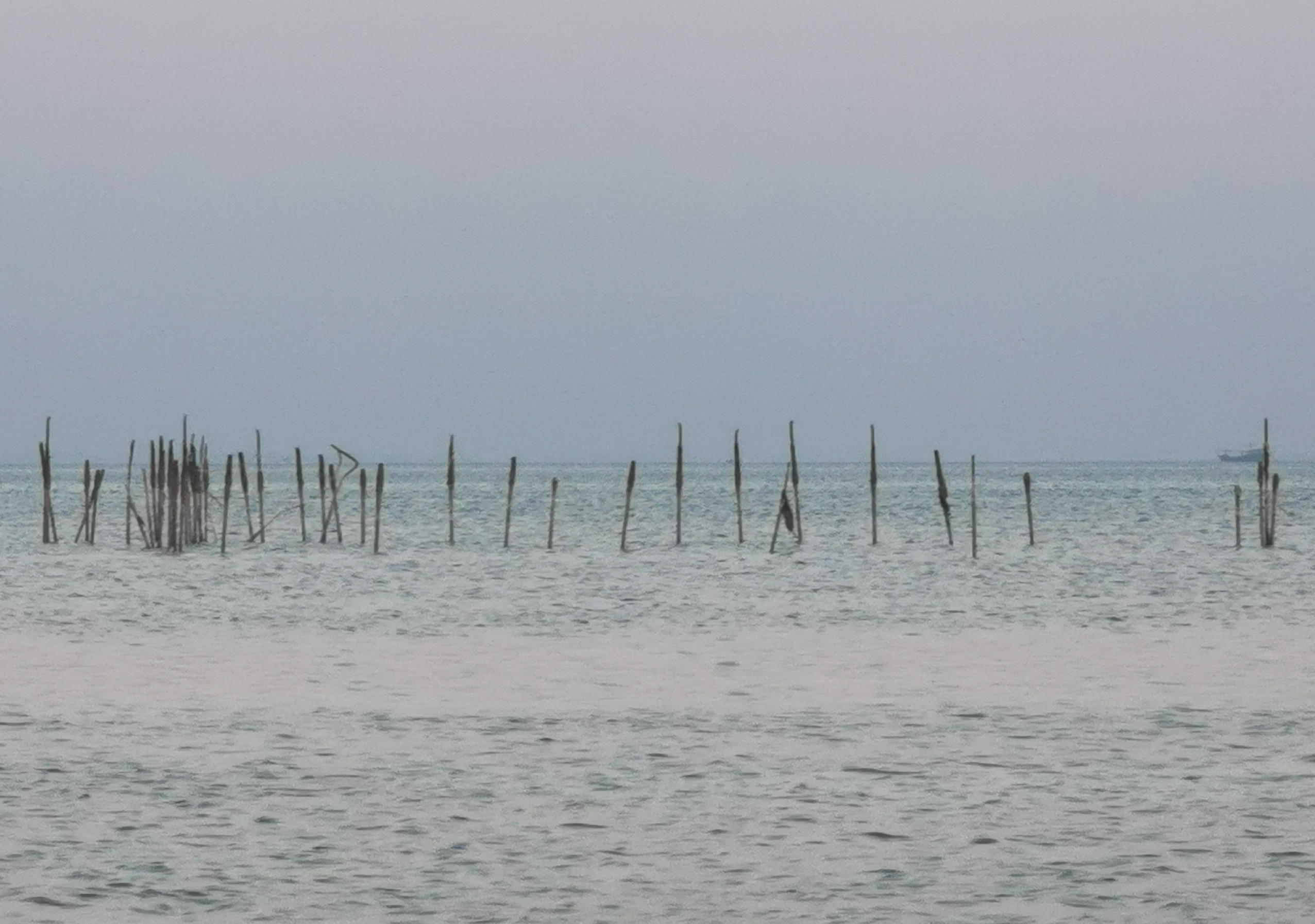
حضرة مهجورة على ساحل الخليج العربي في محافظة القطيف، السعودية

الحضرة هي طريقة قديمة لصيد الأسماك استخدمت في بلدان الخليج العربي كالسعودية والبحرين وقطر. تبنى الحضرة باستخدام أعمدة خشبية وجذوع النخيل وتصمم على شكل V  بحيث تدخل الأسماك فيها وقت المد ولا تستطيع الخروج، وعند الجزر يأتي الصياد ليجمع ما بداخلها ويحمله غالبًا على القاري وهو حمار يجر عربة. تتكون الحضرة من عدة أجزاء: السر، والحنية، واليد، والمخبأ والفناء، وتصنع من مواد محلية مستخدمة من أجزاء شجرة النخلة، وفيما بعد استخدمت الشباك الحديدية وخيوط النايلون وأعواد البامبو. وتُنصب بالقرب من الساحل. يكاد استخدمها في الزمن الحالي ينعدم لتوفر وسائل صيد أسهل، ونتيجة لذلك فقد تقلصت أعدادها.

## معرض الصور

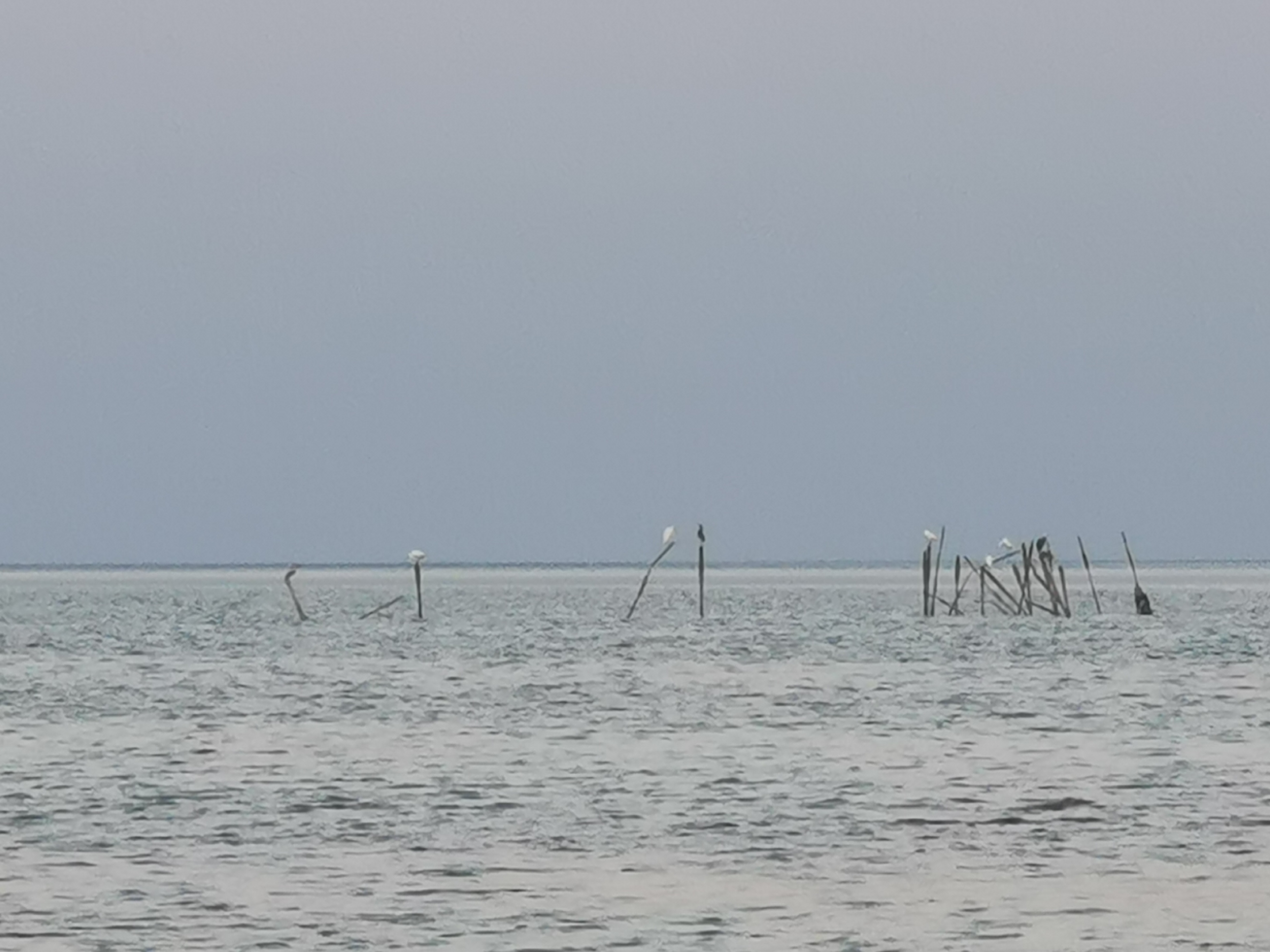
حضرة مهجورة في القطيف، السعودية
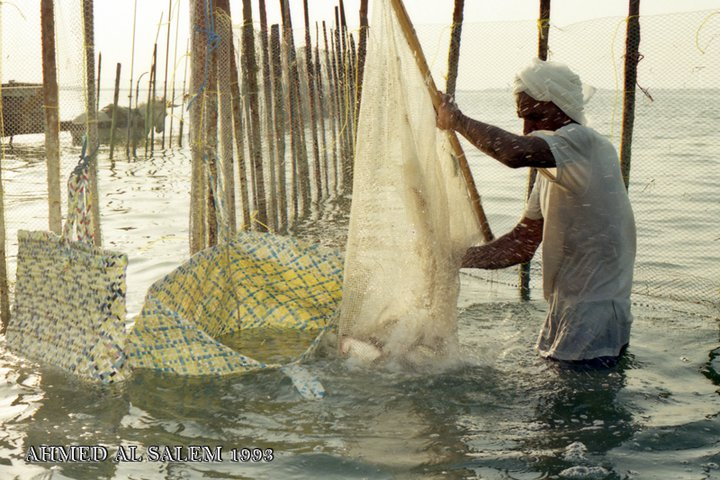
صياد يجمع الأسماك المحبوسة بداخل الحضرة
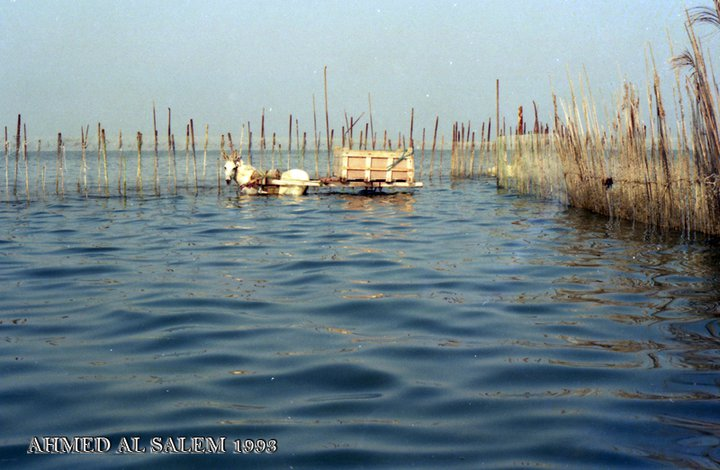
جرى تحميل الصيد تقليديًا على القاري وهي عربة يجرها حمار